# Fermentatore

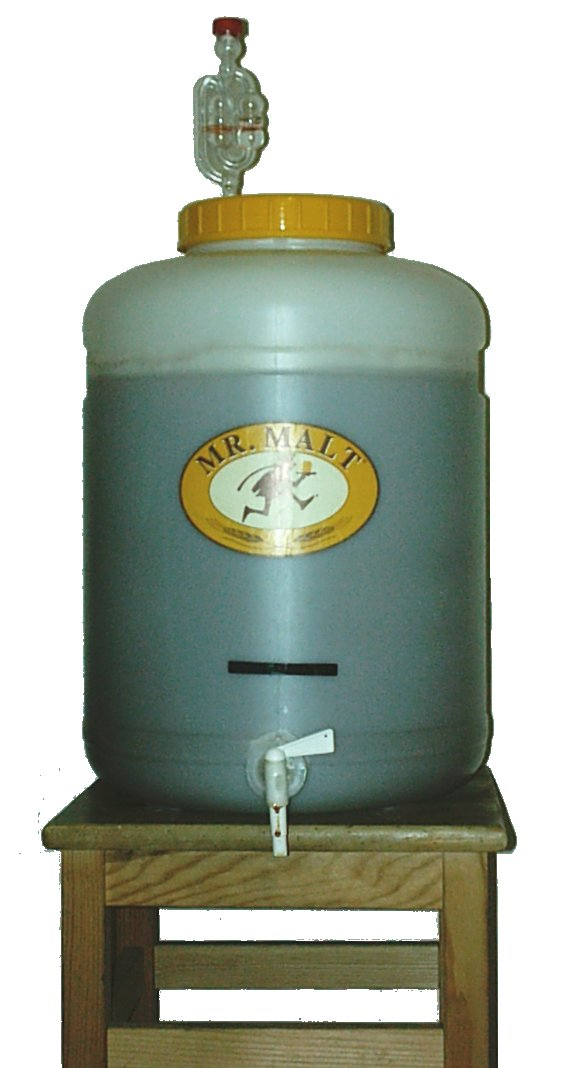
Fermentatore commerciale da 28 litri in opera

Un fermentatore è un particolare bioreattore sterile utilizzato appositamente per svolgere al suo interno il processo di fermentazione.
Generalmente il processo della fermentazione avviene in maniera discontinua, per cui durante il suo funzionamento il fermentatore è isolato dall'ambiente esterno e viene aperto solo durante la fase iniziale di carica dei nutrienti e la fase finale di prelievo dei prodotti.
Il fermentatore è in genere dotato di strumentazioni per il controllo del processo e dispositivi per lo scambio termico, l'agitazione e la sterilizzazione.

## Il fermentatore  nella fermentazione domestica
Nel caso specifico dell'homebrewing il fermentatore ha solitamente la forma di un secchio, può essere di plastica rigida o di acciaio inox ed avere diverse dimensioni. Quelli più comunemente utilizzati (nonché più facilmente reperibili sul mercato) sono di plastica, hanno una capacità di 28 o 32 litri e consentono agevolmente di produrre una cotta di birra di 23 litri (come è nella maggior parte delle ricette).
Un fermentatore standard è composto dalle seguenti parti (dall'alto verso il basso):
- gorgogliatore: è semplicemente un "sifone" che permette all'anidride carbonica in eccesso di uscire ed impedisce alle impurità provenienti dall'ambiente esterno di penetrare e contaminare la birra;
- guarnizione del gorgogliatore: serve a far aderire bene il gorgogliatore al coperchio del fermentatore;
- coperchio: chiude il fermentatore in modo ermetico;
- termometro adesivo: indica la temperatura approssimativa alla quale sta avvenendo la fermentazione;
- falso fondo (opzionale): posizionato sul fondo del fermentatore filtra le trebbie;
- rubinetto: rende agevole il travaso della birra tramite un apposito tubo che vi si può innestare;
- anti-sedimento per rubinetto (opzionale): evita, in fase di travaso, che passino dal rubinetto anche materiali non desiderati come lievito esausto o trebbie.

Altri tipi di fermentatore di tipo semi-industriale o industriale possono avere forme diverse ed in particolare avere un fondo ad imbuto (necessita di supporto, "baggiolo") ed un doppio rubinetto (uno per l'imbottigliamento ed uno per lo scarico).